# Aleksandra Lach
Aleksandra Lach (née le 2 janvier 1995 à Olkusz, en Pologne) est une joueuse d'échecs polonaise.

## Palmarès dans les compétitions d'échecs de jeunes

### Palmarès dans les compétitions nationales
Aleksandra Lach participe à plusieurs reprises au championnat de Pologne d'échecs de la jeunesse dans différentes catégories d'âge chez les filles, où elle remporte sept médailles ; quatre d'or, une d'argent et deux de bronze. Ces récompenses sont remportées :
- en 2003, quand elle est sur la troisième marche du podium lors du championnat de Pologne dans la catégorie des filles de moins de 10 ans[1] ;
- en 2004 et 2005, quand elle remporte le championnat dans la catégorie des filles de moins de 10 ans[2],[3] ;
- en 2006, quand elle est sur la troisième marche du podium lors du championnat de Pologne dans la catégorie des filles de moins de 12 ans[4] ;
- en 2007, quand elle remporte le championnat dans la catégorie des filles de moins de 12 ans[5] ;
- en 2009, quand elle devient vice-championne de Pologne dans la catégorie des filles de moins de 14 ans
- en 2012 quand elle remporte le championnat dans la catégorie des filles de moins de 18 ans).

### Palmarès lors des compétitions internationales jeunes
Aleksandra Lach représente la Pologne à plusieurs reprises lors du championnat d'Europe d'échecs de la jeunesse et du championnat du monde d'échecs de la jeunesse dans différentes catégories d'âge, où elle remporte six médailles : 
- une d'or, en 2007, au championnat d'Europe d'échecs de la jeunesse dans la catégorie des filles de moins de 12 ans[6],
- trois d'argent, en 2005, au championnat du monde d'échecs de la jeunesse dans la catégorie des filles de moins de 10 ans[7], en 2008 au championnat d'Europe d'échecs de la jeunesse dans la catégorie des filles de moins de 14 ans[8], et en 2009 au championnat du monde d'échecs de la jeunesse dans la catégorie des filles de moins de 14 ans[9] )
- deux de bronze : en 2004, au championnat du monde d'échecs de la jeunesse dans la catégorie des filles de moins de 10 ans[10], et en 2005, au championnat d'Europe des échecs de la jeunesse dans la catégorie des filles de moins de 10 ans[11].

## Palmarès avec l'équipe nationale de Pologne
Aleksandra Lach participe à deux reprises aux championnats d'Europe d'échecs par équipe dans la catégorie des filles de moins de 18 ans, en 2010 et 2012. Elle remporte le championnat par équipe en 2010, ainsi qu'une médaille d'or pour sa prestation individuelle. En 2012, son équipe est vice-championne et elle reçoit une médaille de bronze pour sa prestation individuelle.
Elle remporte des médailles au championnat de Pologne d'échecs rapides et de blitz féminins : 
- en 2014, elle reçoit la médaille de bronze au championnat d'échecs rapides
- en 2015, elle reçoit la médaille d'or au championnat d'échecs rapides
- en 2016, elle reçoit la médaille de bronze au championnat de blitz, lors d'un tournoi qui se déroule à Lublin.

## Titres internationaux
En 2015, La FIDE lui décerne le titre de maître international féminin (MIF)